# 薩克森-邁寧根的費奧多拉 (1879-1945)
薩克森-邁寧根的費奧多拉（德語：Feodora von Sachsen-Meiningen，1879年5月12日—1945年8月26日），是薩克森-邁寧根公爵博恩哈德三世和普魯士的夏洛特公主唯一的女兒。她是德意志皇帝腓特烈三世的外孫女，亦是英国维多利亚女王最年長的外曾孫女。

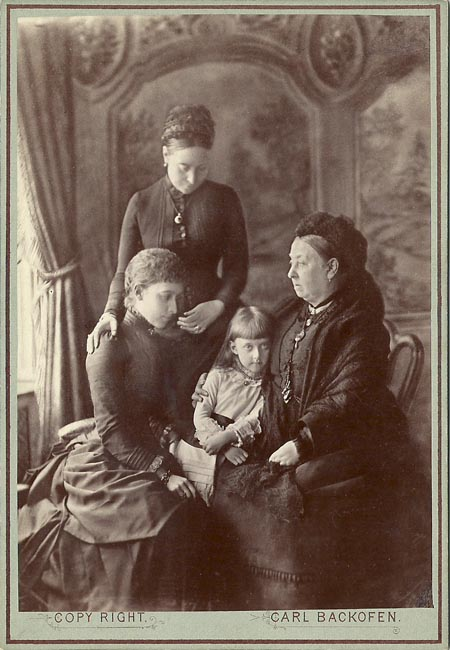
費奧多拉與母親夏洛特、外祖母維多利亞長公主以及外曾祖母维多利亚女王

## 生平
1898年，費奧多拉與出身自羅伊斯家族、羅伊斯-科斯特利茨的亨利三十世（Heinrich XXX）結婚，兩人沒有子女；一向健康不佳的她，時常出現頭暈、失眠、排便異常等多種症狀，從她的外曾祖母维多利亚女王開始，四代人都有相同的困擾。費奧多拉也接受幾次手術來治療不孕，嘗試過服用砷及具有放射性的钍，然而徒勞無功。
第一次世界大战之後，德意志帝國解體。費奧多拉的戰後生平缺乏記載，其病史紀錄大多已散失，她在西里西亞（今位於波兰境內西南）的療養院度過餘生，並在第二次世界大战後不久自殺身亡。後世學者凡德基斯特認為，費奧多拉渴望生育，但是終其一生都受身心疾病困擾，症狀跟她的母親相似。